# Alberto Iniesta
Alberto Iniesta Jiménez (Albacete, Espanya, 4 de gener de 1923-ibíd, 3 de gener de 2016) va ser un clergue espanyol.

## Biografia
Es va llicenciar en Teologia per la Universitat Pontifícia de Salamanca en 1958, any en què va ser ordenat sacerdot. Va ser superior del Seminari Diocesà de la diòcesi d'Albacete entre 1958 i 1972, quan va ser nomenat bisbe auxiliar de Madrid el 5 se setembre de 1972. Consagrat el 22 d'octubre del mateix any per Vicente Enrique i Tarancón, Ireneo García Alonso i José Delicado Baeza. Va ocupar aquest lloc fins que se li va acceptar la renúncia el 5 s'abril de 1998, passant a ser bisbe auxiliar emèrit de Madrid. Des de llavors va residir a Albacete, la seva diòcesi natal, on va morir.
Va ser conegut com "El obispo rojo de Vallecas" pels seus discurs incòmode pel nacionalcatolicisme franquista. El moment més mediàtic d'aquesta ruptura va arribar en 1974, amb l'anul·lació per part del govern de la convocatòria d'una "Asamblea Conjunta de Cristianos en Vallecas".

## Obres
- Vocación y futuro, 1972, editorial Confer.
- Anunciar a Jesucristo en la España de hoy, 1988, edicions HOAC.
- Memorándum. Ayer, hoy y mañana de la Iglesia en España, 1989, Desclée de Brouwer.